# Alejandro Shee y Saavedra
Alejandro Shee y Saavedra († Madrid, 15 de juliol de 1897) fou un polític espanyol, diputat al Congrés dels Diputats durant la restauració borbònica.
Fou escollit per primer cop diputat a les Corts Espanyoles pel districte de La Palma del Condado (província de Huelva) el 1861-1863 i pel d'Osca el 1864-1865. Durant el sexenni democràtic fou nomenat membre del Tribunal de Comptes i va formar part del Partit Constitucional, amb el que fou escollit novament diputat per Santa Coloma de Farners a les eleccions generals espanyoles de 1876. El 1877 va renunciar a l'escó quan fou nomenat senador vitalici. Més tard formaria part del Partit Liberal Fusionista
Entre altres càrrecs, fou membre del Tribunal Suprem d'Espanya, subsecretari de la Presidència del Consell de Ministres i degà del Tribunal de las Órdenes Militares.